# Heiner Fischer
Heinrich „Heiner“ Fischer (* 12. März 1936 in Planitz; † 3. Juni 2016 in Zwickau) war ein deutscher Politiker (SED). Er war von 1977 bis 1990 Oberbürgermeister der Stadt Zwickau.

## Leben
Der gelernte Textilfacharbeiter qualifizierte sich zum Textilingenieur und Diplom-Staatswissenschaftler. 1956 wurde er Mitglied der SED und arbeitete seit 1960 im Staatsapparat der DDR. Von 1971 bis 1977 war er Vorsitzender des Rates des Kreises Zwickau-Land und von November 1977 bis 1990 Oberbürgermeister der Stadt Zwickau.
Am 9. August 1988 unterzeichneten Heiner Fischer und der Dortmunder Bürgermeister (Stellvertreter des Oberbürgermeisters) Willi Spaenhoff (SPD) im Zwickauer Rathaus die Vereinbarung über eine künftige Partnerschaft beider Städte. Auf einer Festsitzung der Zwickauer Stadtverordnetenversammlung wurde am 5. Dezember 1988 die Vereinbarung über die Städtepartnerschaft zwischen Zwickau und Dortmund ratifiziert. Im Gewandhaus der Muldestadt setzten die Oberbürgermeister Heiner Fischer für Zwickau und Günter Samtlebe für Dortmund ihre Unterschrift unter das Dokument.
Während der Wendezeit suchte er den Dialog mit den Zwickauer Bürgern, sprach am 26. Oktober 1989 auf einer Kundgebung auf dem Hauptmarkt und stand den Bürgern Rede und Antwort. Er saß auf ausdrücklichen Wunsch aller Beteiligten und auch auf den Rat des damaligen Dortmunder Oberbürgermeisters nach der Wende mit am Runden Tisch und führte die Geschäfte als Oberbürgermeister noch bis zu den Neuwahlen Ende Mai 1990 weiter. Nach der Wende verkaufte Fischer Textilien, vor allem Jeans- und Kinderbekleidung, die er aus Dortmund bezog, und hatte Geschäfte in Zwickau, Werdau und Lichtentanne.